# 木卡姆
木卡姆（維吾爾語：مۇقام‎，拉丁维文：Muqam；英文maqam，也作玛卡姆等）是一种音乐调式，广泛流传于中亚地区，在各地有不同的变化。在中国，木卡姆通常指的是新疆地区的维吾尔木卡姆。维吾尔木卡姆是维吾尔诗歌的音乐表达形式，共有十二套大曲，故又称十二木卡姆。
十二套分别為：拉克（Rak）、且比亚特（Čäbbiyat）、斯尕（Segah）、恰尔尕（Čahargah）、潘尔尕（Pänjigah）、乌孜哈勒（Özhal）、艾且（Äjäm）、乌夏克（Uššaq）、巴雅提（Bayat）、纳瓦（Nava）、木夏吾莱克（Mušavräk）、依拉克（Iraq）。